# Mexican Knife Duel
Mexican Knife Duel er en amerikansk stumfilm fra 1894 af William Kennedy Dickson.